# Horseshoe Bend (Texas)
Pour les articles homonymes, voir Horseshoe Bend.
Horseshoe Bend est une census-designated place située dans le comté de Parker, dans l’État du Texas, aux États-Unis. Sa population s’élevait à 789 habitants lors du recensement de 2010.